# .ye
Pour les articles homonymes, voir YE.
.ye est le domaine de premier niveau national (country code top level domain : ccTLD) réservé au Yémen.
TeleYemen (registre du .YE), exige que les serveurs DNS soient hébergés au pays mère.
Cette extension est à surveiller de près par les responsables d'internet, notamment pour éviter le cybersquatting.